# Palampur
Palampur là một thành phố và là nơi đặt hội đồng đô thị (municipal council) của quận Kangra thuộc bang Himachal Pradesh, Ấn Độ.

## Địa lý
Palampur có vị trí 32°07′B 76°32′Đ / 32,12°B 76,53°Đ Nó có độ cao trung bình là 1473 mét (4832 feet).

## Nhân khẩu
Theo điều tra dân số năm 2001 của Ấn Độ, Palampur có dân số 4006 người. Phái nam chiếm 54% tổng số dân và phái nữ chiếm 46%. Palampur có tỷ lệ 71% biết đọc biết viết, cao hơn tỷ lệ trung bình toàn quốc là 59,5%: tỷ lệ cho phái nam là 73%, và tỷ lệ cho phái nữ là 69%. Tại Palampur, 8% dân số nhỏ hơn 6 tuổi.